# Neosebastes scorpaenoides
Neosebastes scorpaenoides är en fiskart som beskrevs av Guichenot, 1867. Neosebastes scorpaenoides ingår i släktet Neosebastes och familjen Neosebastidae. Inga underarter finns listade i Catalogue of Life.